# Raffaele Villari
Raffaele Villari (Messina, 21 agosto 1831 – Messina, 28 dicembre 1908) è stato un patriota e scrittore italiano.

## Biografia
A soli vent'anni pubblicò una raccolta di poesie e continuò lo studio storico, filosofico e di cultura locale. Di idee patriottiche mazziniane entrò ben presto nel mirino della polizia borbonica che gli fece chiudere, dopo solo 30 numeri pubblicati, il giornale Il Caduceo da lui fondato e diretto.
Nel marzo del 1859, unitamente a Pietro Minneci e altri patrioti, entrò a fare parte del comitato insurrezionale di Messina.
Partecipò alla campagna meridionale del 1860 distinguendosi nel combattimento della presa di Milazzo. Diventò direttore del giornale satirico Don Marzio, testata che dirigerà fino al 1871.
Nella terza guerra di indipendenza del 1866 si arruolò nel Corpo Volontari Italiani di Garibaldi e fu incorporato nel 7º reggimento volontari, prima fu al fianco del colonnello calabrese Giovanni Nicotera, poi, a Storo, fu a capo della segreteria del colonnello palermitano Luigi La Porta e, infine, per una settimana segretario del generale Ernesto Haug presso lo stato maggiore della 1ª brigata volontari.
Fu membro dell'Accademia Peloritana e mantenne relazioni epistolari con Jessie White Mario e l'avvocato Martino Speciale Costarelli.
Morì il 28 dicembre 1908, a bordo di una nave russa, ove, ferito, era stato ospitato dopo il terribile terremoto che distrusse la città di Messina.

## Opere
- Poesie, 1852
- Scuola e vita – Canti, 1874.
- Cospirazione e rivolta, Messina 1881.
- Il 2 giugno a Caprera, Ode in occasione della morte di Garibaldi, 1882.
- Da Messina al Tirolo, Messina, 1887, fratelli Pappalardo editori. Ristampato da Sonzogno nel 1915, con nuove biografie dell'autore di E. Arculeo e F. Bisazza.